# Havre de Bathurst
Le havre de Bathurst est un havre situé entièrement dans le territoire de la cité de Bathurst, au Nouveau-Brunswick.
Plusieurs cours d'eau se jettent dans celui-ci, dont les principaux sont le fleuve Népisiguit, la Moyenne Rivière Népisiguit, la Petite Rivière Népisiguit et la rivière Tétagouche.
Bathurst était autrefois un port important pour le commerce et la construction navale.